# Ван дер Гаг, Митчелл
Митчелл ван дер Гаг (англ. Mitchell van der Gaag; 22 октября 1971) — нидерландский футболист и футбольный тренер. С 2021 по 2024 год был ассистентом Эрика тен Хага сначала в «Аяксе», а затем в «Манчестер Юнайтед».

## Карьера игрока
Уроженец Зютфена, ван дер Гаг выступал за молодёжную команду «Де Графсхап», а в возрасте 15 лет стал игроком футбольной академии клуба ПСВ. Выступал на правах аренды за нидерландские клубы НЕК и «Спарта Роттердам», после чего вернулся в ПСВ, где провёл ещё два с половиной сезона.
В январе 1995 года перешёл в шотландский клуб «Мотеруэлл». В сезоне 1996/97 забил 7 голов в 28 матчах за клуб.
В 1997 году вернулся в Нидерланды, став игроком «Утрехта». Провёл в клубе четыре сезона.
В 2001 году перешёл в португальский клуб «Маритиму». Выступал за команду на протяжении пяти сезонов. В сезоне 2003/04 помог команде занять шестое место и квалифицироваться в Кубок УЕФА.
В сезоне 2006/07 выступал за саудовский клуб «Ан-Наср», после чего завершил карьеру игрока.

## Тренерская карьера
В июле 2007 года ван дер Гаг вернулся в Португалию, где вошёл в тренерский штаб клуба «Маритиму», за который ранее выступал в качестве игрока. Руководил резервной командой «Маритиму», а в октябре 2009 года, после увольнения Карлуша Карвальяла, был назначен главным тренером «Маритиму». В сезоне 2009/10 занял с командой пятое место и квалифицировался в Лигу Европы, после чего его контракт был продлён ещё на год.
14 сентября 2010 года, набрав только одно очко в четырёх матчах и проиграв клубу БАТЭ в Лиге Европы, ван дер Гаг был уволен из «Маритиму».
В 2012 году был назначен главным тренером клуба «Белененсеш» из португальской Сегунды. В сезоне 2012/13 выиграл Сегунду и вернул клуб в высший дивизион чемпионата Португалии. В сентябре 2013 года у него случился сердечный приступ, после чего он временно оставил должность главного тренера, а в январе 2014 года официально покинул «Белененсеш».
В феврале 2015 года был назначен главным тренером кипрского клуба «Эрмис». Уже спустя месяц был отпущен клубом после того, как отказался продлевать контракт на следующий сезон.
В сезоне 2015/16 был главным тренером клуба «Эйндховен». По итогам сезона занял четвёртое место в Эрстедивизи.
Летом 2016 года был назначен главным тренером клуба «Эксельсиор». В сезоне 2016/17 команда под его руководством заняла 12-е место, а в следующем сезоне — 11-е место в Эредивизи.
В сезоне 2018/19 был главным тренером клуба НАК Бреда. В марте 2019 года покинул команду.
24 мая 2019 года был назначен главным тренером «Йонг Аякс», резервной команды амстердамского «Аякса».
1 июня 2021 года был назначен ассистентом главного тренера «Аякса» Эрика тен Хага, сменив ушедшего в сборную Дании Кристиана Поульсена. Летом 2024 года покинул «Манчестер Юнайтед».

## Тренерские достижения
«Белененсеш»
- Чемпион португальской Сегунды: 2012/13[9]

## Личная жизнь
Отец ван дер Гага, Вим, также был футболистом и футбольным тренером. Сыновья Митчелла, Йордан и Лука, также стали футболистами и играли за «Белененсеш САД».